# Ruila

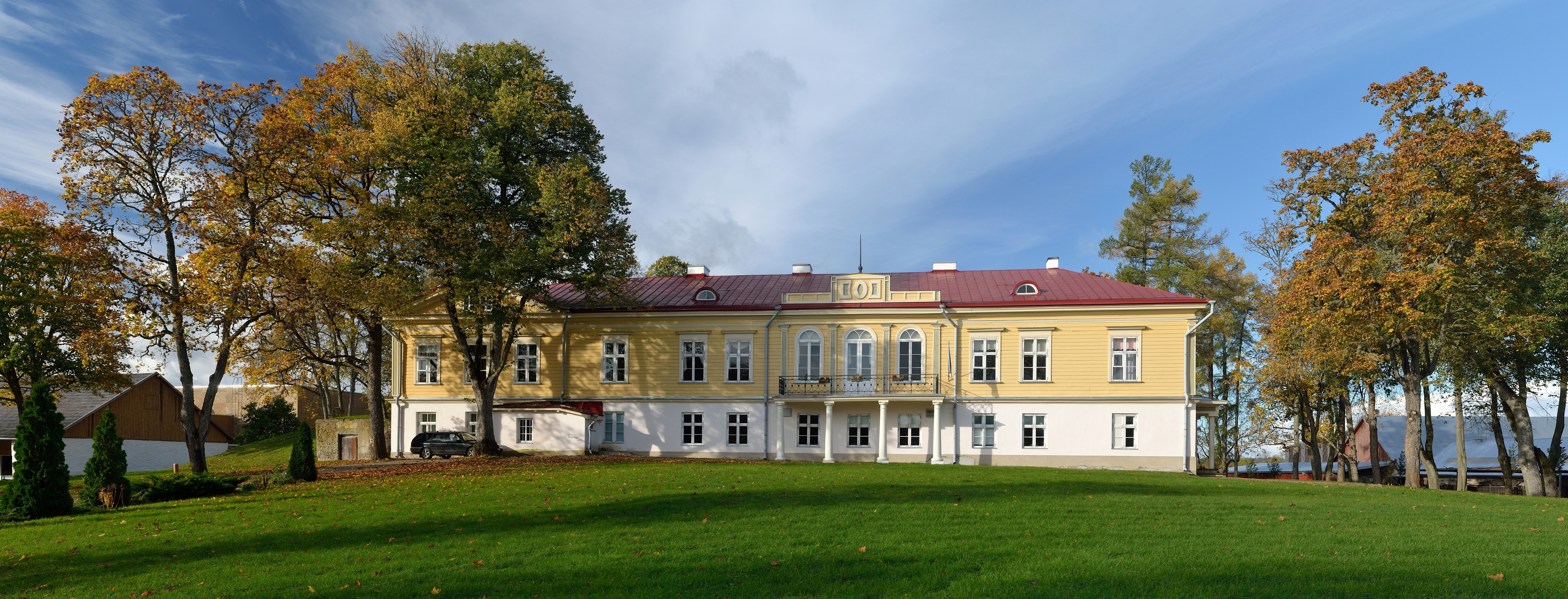
Gutshaus Ruila

Ruila (deutsch Ruil) ist ein Dorf (estnisch küla) im estnischen Kreis Harju. Es gehört zur Landgemeinde Saue (bis 2017 Kernu). Auf einer Fläche von 8,2 km² leben 133 Einwohner (Stand 1. Januar 2007). Durch den Ort fließt der Fluss Vasalemma (Vasalemma jõgi).
Ruila wurde erstmals 1241 als Rughael urkundlich erwähnt. In der Nähe des Dorfes befindet sich einer der größten prähistorischen Opfersteine Estlands, der sogenannte Ukukivi (auch Lossikivi nach dem in der Nähe befindlichen Hof, Neitsikivi oder Linda kivi). Er hat eine Breite von 34,8 m und eine Höhe von 6 m. 2 km südlich des Ortskerns liegt der See Ruilajärv. Er hat eine Fläche von 16,6 Hektar, ist aber sehr flach.
Im gut renovierten Herrenhaus von Ruila befindet sich heute die Grundschule des Dorfes. Das Gutshaus Ruila wurde erstmals 1417 erwähnt. Im Mittelalter war es Residenz des Komturs von Reval. Seit dem 17. Jahrhundert gehörte das Gut der aus Brandenburg stammenden Familie von Ulrich: 1622/24 schenkte der schwedische König Gustav II. Adolf das Gut Johann Ulrich (1572–1642), der Sekretär des Herzogs von Kurland, Bürgermeister von Riga und Vertreter der Stadt beim Reichstag in Stockholm war. Von 1814 bis 1939 gehörten Gut und Herrenhaus der deutschbaltischen Familie von Bremen. Sie errichteten 1859 das heutige Herrenhaus, dessen Erdgeschoss aus Stein und Obergeschoss aus Holz gebaut wurde. Letzter Vertreter der Familie war Ulrich von Bremen (1859–1935), verheiratet mit Natalie Edle von Rennenkampf (1859–1950). Das Ehepaar hatte vier Töchter und vier Söhne.
Erhalten ist auch der große Park mit zahlreichen Nebengebäuden.

## Persönlichkeiten
- Georges Wrangell (1866–1927), Historiker, Jurist und estländisch-ritterschaftlicher Archivar und Genealoge